# Danielle Campbell
Danielle Campbell (Hinsdale (Illinois), 30 januari 1995) is een Amerikaanse actrice. Ze speelde onder meer Jessica Olson in de Disneyfilm Starstruck uit 2010.

## Carrière
Campbell werd ontdekt tijdens het knippen van haar haar in Chicago. Ze kreeg haar eerste grote rol als gastster in Prison Break, waarin ze zeven afleveringen meespeelde. Ze verscheen ook in een nationale reclamespot voor een Build-A-Beer-workshop en Darla in de film The Poker House (2008). In 2010 verscheen ze in de televisiefilm Starstruck en tekende ze een contract bij het bedrijf. Van 2013 tot 2018, heeft Campbell de rol van, "Harvest Girl", Davina Claire in The Originals gespeeld.

## Persoonlijk leven
Campbell woont bij haar ouders, John en Georganne, haar jongere broer Johnny en haar honden Coda, Brody en Duke. In haar vrije tijd geniet ze van het werken met verschillende liefdadigheidsinstellingen inzake kinderen en dieren, zang, dansen, bakken, paardrijden en snowboarden.

## Filmografie
| Jaar      | Titel                            | Rol              |
| --------- | -------------------------------- | ---------------- |
| 2006-2007 | Prison Break (zeven episodes)    | Gracey Hollander |
| 2008      | The Poker House                  | Darla            |
| 2010      | Starstruck                       | Jessica Olson    |
| 2011      | Prom                             | Simone           |
| 2012      | Madea's Witness Protection       | Cindy Needleman  |
| 2013-2018 | The Originals (televisieserie)   | Davina Claire    |
| 2016      | Race to Redemption               | Hannah Rhodes    |
| 2017      | F*&% the Prom                    | Maddy Dadner     |
| 2017-2019 | Marvel's Runaways                | Eiffel           |
| 2018      | Alive in Denver (televisieserie) | Liz              |
| 2018-2019 | Tell Me a Story                  | Kayla Powell     |
| 2018      | American Pets                    | Halle            |

- Bibliothèque nationale de France: cb162494473 (data)
- International Standard Name Identifier: 0000 0001 1954 5981
- Library of Congress Control Number: no2010101283
- Nationale Bibliotheek van Tsjechië: osd2013768385
- Virtual International Authority File: 121744077
- WorldCat: E39PBJdCtQhjKqbQ4tpTmtjV4q